# Alexander Dale Oen
Alexander Dale Oen (Øygarden, 21 de mayo de 1985-30 de abril de 2012) fue un nadador noruego.

## Carrera
Fue campeón del mundo de 100 metros braza y subcampeón olímpico en los Juegos de Pekín 2008.

## Fallecimiento
El 30 de abril de 2012 falleció de un ataque al corazón y se desplomó en la ducha tras realizar un entrenamiento de alto rendimiento en la ciudad estadounidense de Flagstaff, donde se encontraba preparándose para los Juegos Olímpicos de Londres 2012.